# Río Congost
El río Congost es un río del nordeste de la península ibérica, perteneciente a la cuenca del Besós. Debe su nombre a la estrecha garganta por la que pasa en buena parte a través de la Cordillera Prelitoral.

## Curso
Nace de las aguas de los acantilados occidentales de la Plana de Vic, al pie de Sant Cugat de Gavadons, en terrenos formados por areniscas y margas.
El río se encuentra en la brecha que separa el macizo del Montseny de Cingles de Bertí y que separa estas dos unidades montañosas de norte a sur. Su acción durante siglos ha conseguido una garganta importante que empieza en el Gorg Negre, cerca de Centellas, que continúa en Aiguafreda y en Figaró-Montmany para abrirse en la llanura del Vallès cuando llega a La Garriga. Después atraviesa toda la llanura del Vallés, pasando por Granollers para acabar formando el Besós en su confluencia con el Mogent que le viene por la izquierda a la altura de Montmeló. No tiene afluentes de importancia, pero muchos de ellos se encuentran también en gargantas.

## Régimen hidrológico
En total, el Congost tiene una longitud de 41 kilómetros y una cuenca de 225 km², mientras que su promedio de caudal es de 0,56 m3/s. Habitualmente, los meses de marzo, mayo y septiembre es cuando tiene más agua, marcando mínimos en el mes de agosto. Por su ubicación, se trata de un curso de agua de régimen mediterráneo, por lo tanto no sorprende que sufra crecidas rápidas (las riadas) cuando hay tormentas fuertes, retornando a su caudal habitual en pocas horas. Esto ha hecho que en muchas zonas se encuentre canalizado para evitar los desbordamientos. En la crecida del 10 de octubre de 1994, el medidor de la Garriga registró un caudal de 750 m3/s y una altura de 4,9 metros.

## Aprovechamiento del río
El aprovechamiento  hidráulico había tenido una cierta importancia antiguamente, mediante el uso de molinos y en los cultivos, pero la progresiva industrialización de muchos pueblos de su curso ha hecho que su papel disminuya.
Su orilla es aún el mejor eje de comunicaciones entre el Vallés y Osona, como lo demuestran el paso del  ferrocarril de Barcelona a Vic y Puigcerdá y la autovía C-17 (antes N-152), casi siempre paralela al trazado ferroviario.